# Pachecogebouw

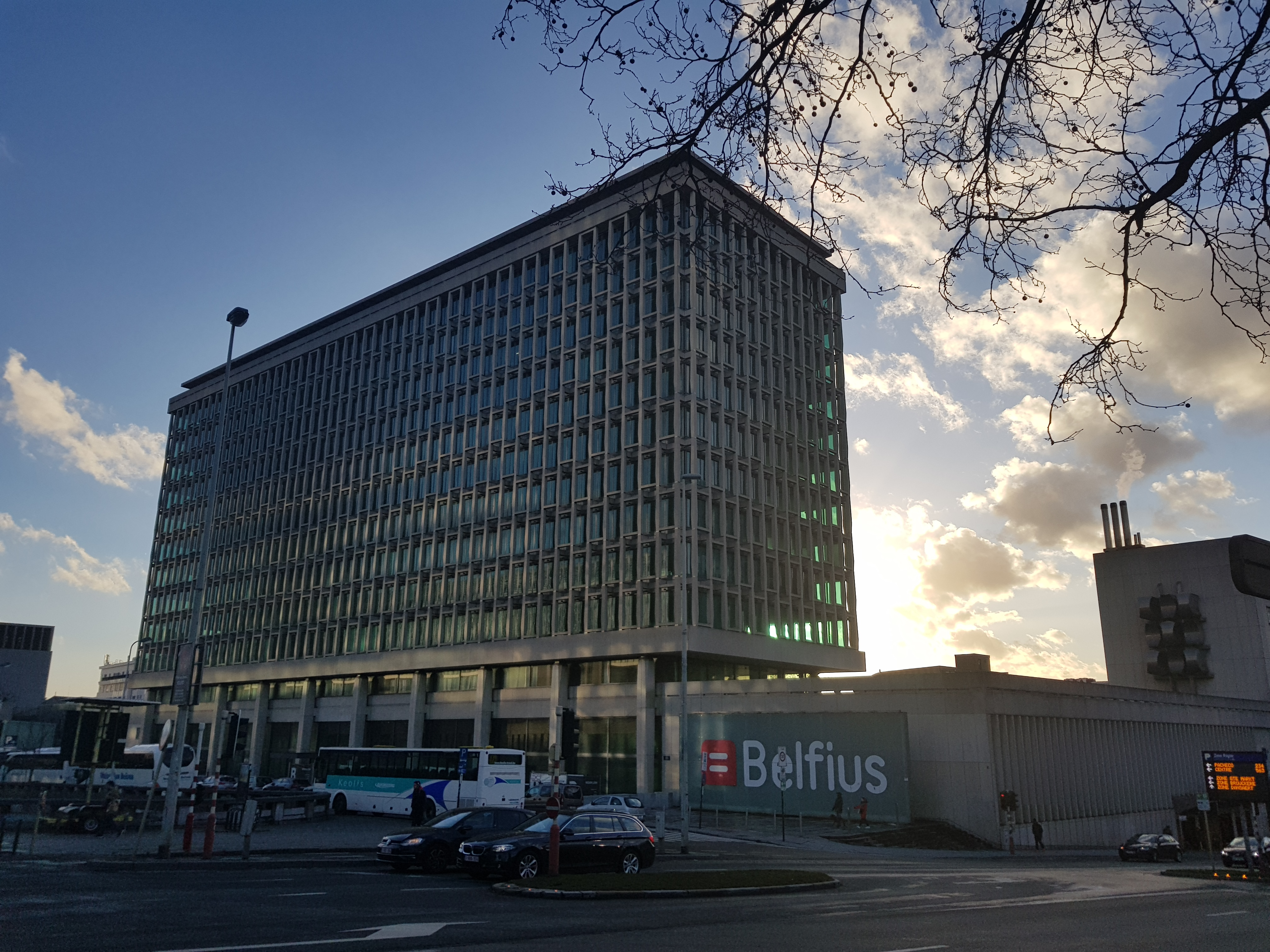
Pachecogebouw

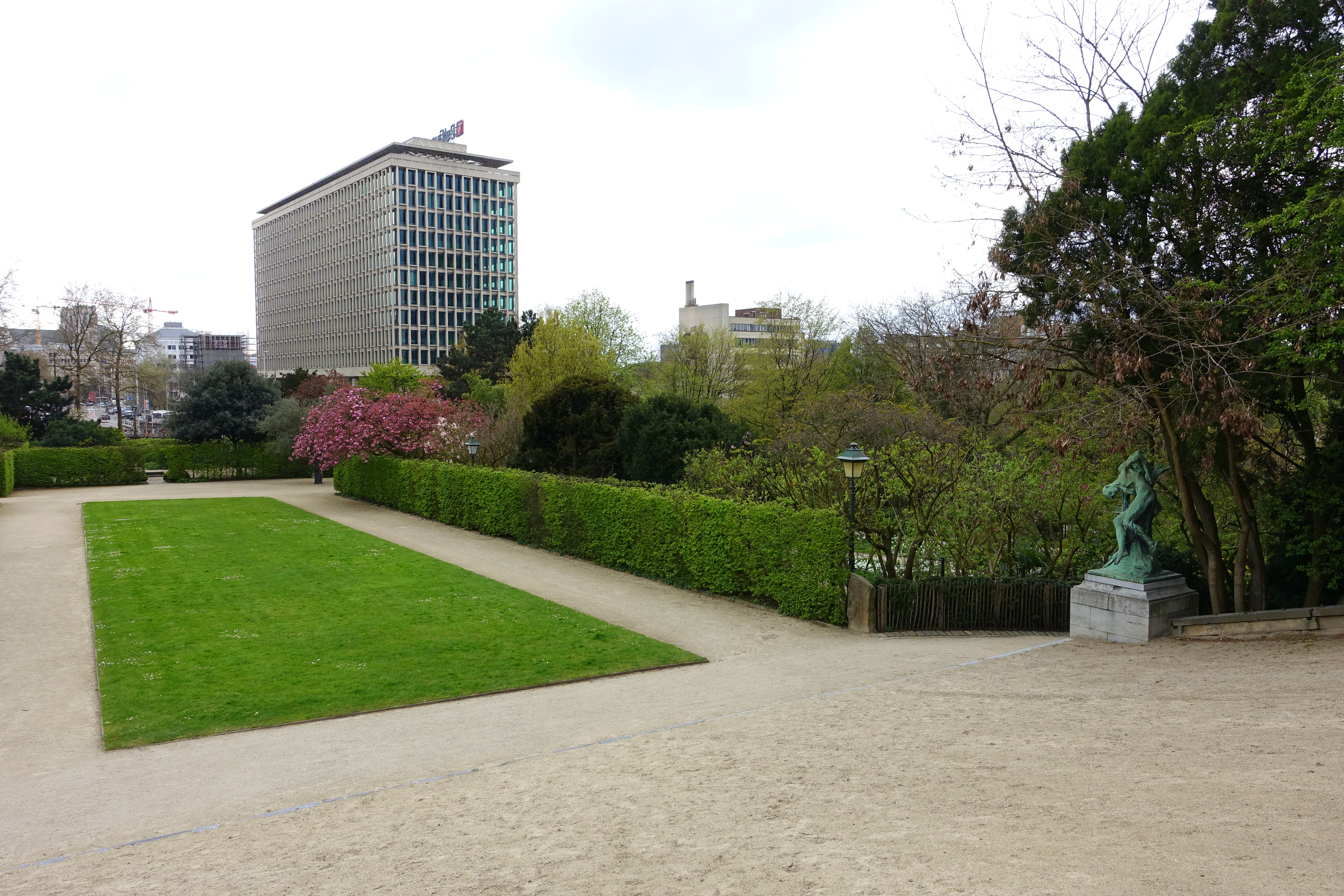
Pachecogebouw gezien vanuit Kruidtuin aan de overkant van de Kleine Ring

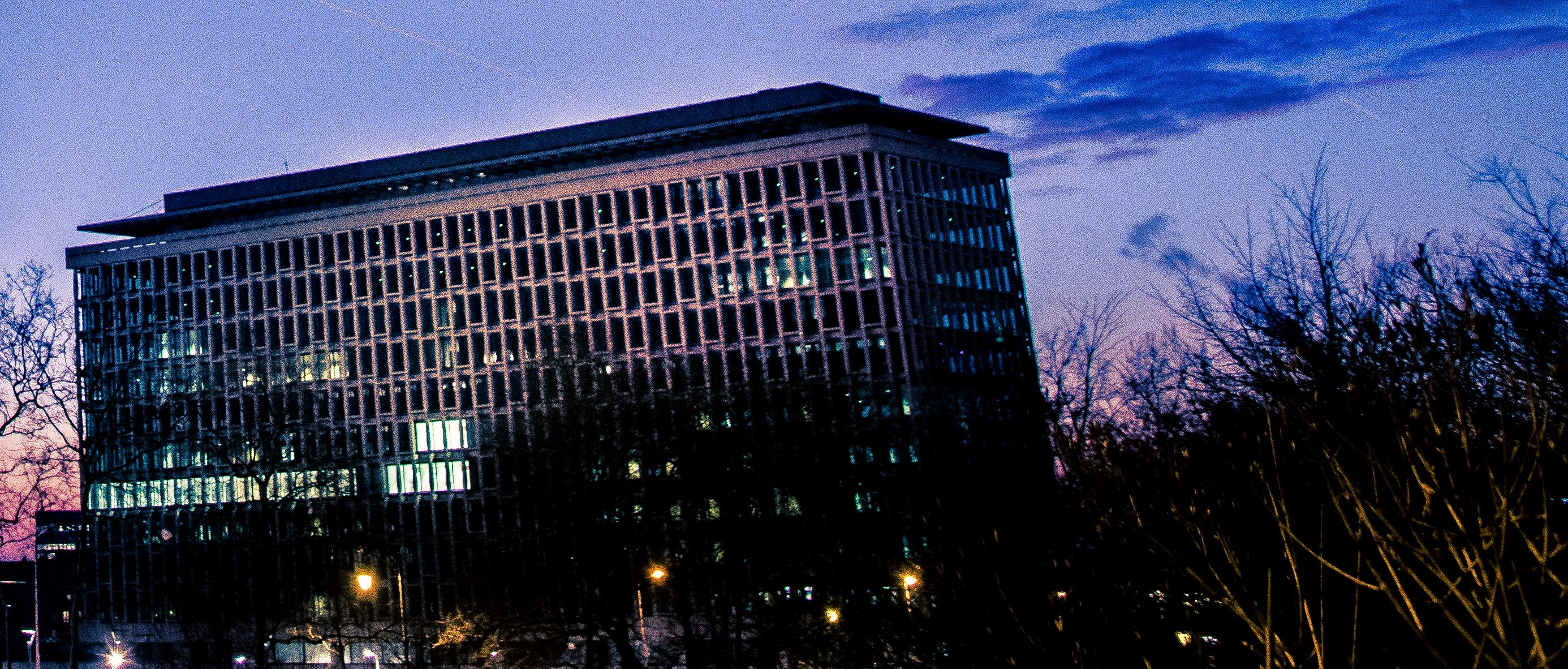
Pachecogebouw

Het Pachecogebouw is een kantoorgebouw in de Belgische hoofdstad Brussel. Het gebouw staat aan de Pachecolaan 44 en aan de Kleine Ring (R20), net binnen de Vijfhoek in de Marais-Jacqmainwijk.
Tegenover het Pachecogebouw staat aan de oostzijde de Financietoren. Ten zuidoosten ligt het station Brussel-Congres, ten noordoosten Kruidtuin en ten westen de Université Saint-Louis. Even verderop aan de Kleine Ring richting het oosten staat het Galileigebouw, even verderop naar het westen staat aan het Rogierplein de Rogiertoren.

## Geschiedenis
Opdrachtgever voor het bouwwerk en bouwheer was het Gemeentekrediet. Zij spraken de architecten Marcel Lambrichs (architect gekend van o.a. het Rijksadministratief Centrum), Casimir Grochowski en Daniel de Laveleye (twee van de drie architecten die samen later het bureau CDG oprichten), Alphonse Van Impe en Roger Delfosse aan. Hun functionalistisch ontwerp werd gerealiseerd tussen 1963 en 1971.  
Anno 2012 heeft Belfius (het vroegere Dexia) drie hoofdgebouwen: de Rogiertoren, het Pachecogebouw en het Galileigebouw. Met deze drie gebouwen heeft de bank overcapaciteit aan kantoorvastgoed voor eigen gebruik.
Na het financiële debacle met Dexia in 2009 probeerde de bank eerst de Rogiertoren te verkopen, maar toen dat mislukte besloot de bank alle Belfius-medewerkers te huisvesten in de Rogiertoren en kwam het Pachecogebouw leeg te staan.
In juni 2017 werd bekendgemaakt dat de Dienst Vreemdelingenzaken van de federale overheid eind 2018/begin 2019 het gebouw zou gaan betrekken, die dan weggaat van WTC-toren II, om zo het probleem van leegstand van het Pachecogebouw op te lossen.
Op 16 september 2021 werd door eigenaar Belfius Insurance aangekondigd dat ze de sokkel van het Pachecogebouw, met vleugels aan beide zijden van de kantoortoren samen met de ondergrondse verbindende ruimtes van Passage 44 ter beschikking stelden aan de KU Leuven voor de verdere uitbouw van de Brusselse campus van de universiteit. Na verbouwingen naar plannen van het Belgische architectenteam a2o architecten-WIT, winnaar van een publieke architectuurwedstrijd georganiseerd door de Brusselse Bouwmeester, zou de instelling hier in 2025 bijkomende kantoor- en onderzoeksruimte, auditoria en seminarielokalen en leercentra voor de meer dan 4.000 studenten op de hoofdstedelijke campus in gebruik nemen.

## Gebouw
Het gebouw heeft 13 verdiepingen en een kantooroppervlakte van 23.000 m². Toen Belfius het gebouw in gebruik had, werd de 11e en 12e verdieping - waar zich ook de kantoren van de directie bevonden - gebruikt voor het tentoonstellen van een deel van de Belfius Collectie.